# Kunal
Kunal è un nome proprio di persona maschile usato in diverse lingue diffuse nel subcontinente indiano.

## Origine e diffusione

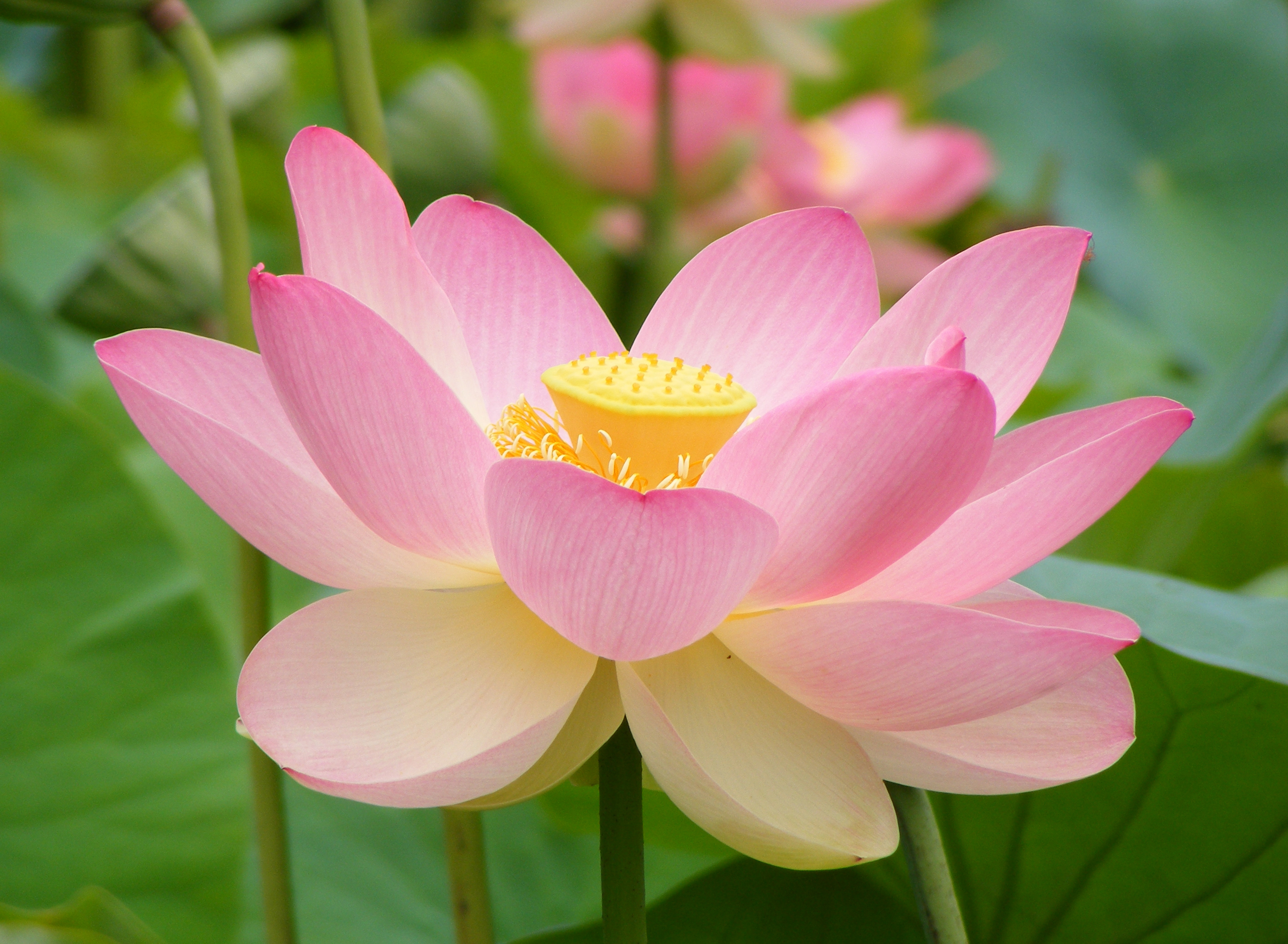
Un fiore di loto sacro (Nelumbo nucifera)

È la forma moderna del nome sanscrito कुणाल (Kunala), portato da uno dei figli di Ashoka; riprende il termine sanscrito che indica il fiore del loto, è ha quindi il medesimo significato dei nomi Padma e Kamal. 
È attestato in varie lingue, fra cui hindi e marathi (dove è scritto कुणाल), gujarati (કુનાલ), punjabi (ਕੁਨਾਲ) e bengalese (কুনাল).

## Persone
- Kunal Kapoor, attore indiano
- Kunal Kohli, regista e sceneggiatore indiano
- Kunal Nayyar, attore britannico